# Quadegambiet
Het Quadegambiet is bij het schaken een variant in de opening Koningsgambiet.
Het gambiet begint met de zetten: 1.e4 e5 2.f4 ef 3.Pf3 g5 4.Pc3
Eco-code C 37.
Het Quadegambiet is genoemd naar een Nederlandse schaker die in de tweede helft van de 19e eeuw zijn speurwerk verrichtte.